# یومی یوشیوکی
یومی یوشیوکی (به ژاپنی: Yumi Yoshiyuki) (زادهٔ ۱۹ اوت ۱۹۶۵) کارگردان، فیلم‌نامه‌نویس، و هنرپیشه اهل ژاپن است.